# Myotis formosus
Myotis formosus là một loài động vật có vú trong họ Dơi muỗi, bộ Dơi. Loài này được Hodgson mô tả năm 1835.

## Hình ảnh

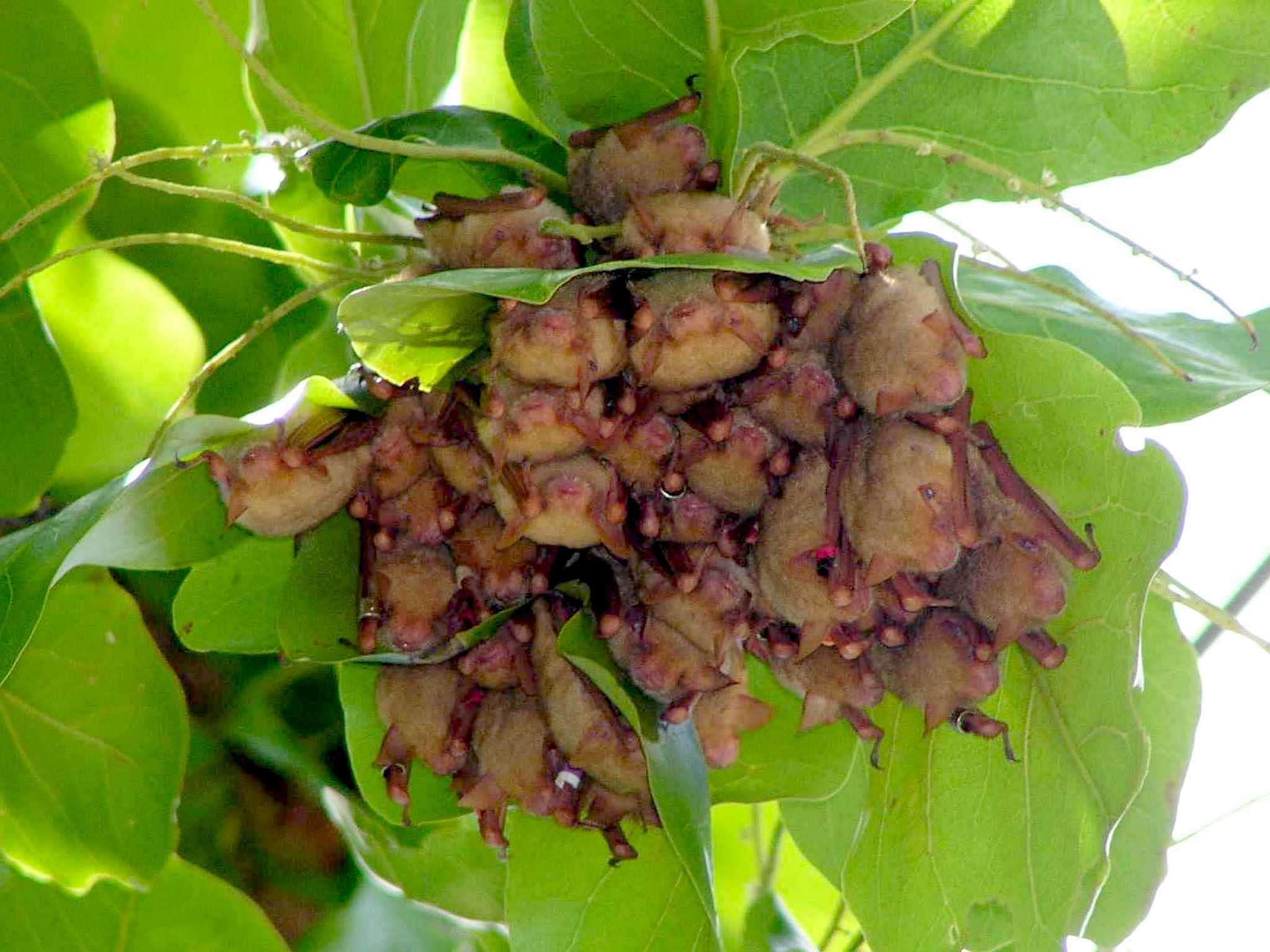